# Refuge faunique national Camas
 Environ la moitié du Camas National Wildlife Refuge dans le sud-est de l'Idaho se compose de lacs, d'étangs et de marais ; le reste est de l' herbe de hauts plateaux, des prairies et des champs agricoles. Camas Creek coule sur toute la longueur du refuge. 
Les espèces de mammifères qui habitent ce refuge sont le coyote, le pronghorn, l'orignal, le wapiti, le porc-épic, le cerf de Virginie, le lapin à queue blanche, le rat musqué et la belette. 

## Géographie
Le refuge a une superficie de 42,8 km². 

## Oiseaux
Pendant la migration, qui culmine en mars – avril et octobre, jusqu'à 50 000 canards et 3 000 oies peuvent être présents sur le refuge. Des cygnes siffleurs et trompette viennent par centaines lors de la migration. Les hiboux à oreilles courtes et les courlis à long bec sont couramment observés dans ce refuge. C'est devenu une destination d'observation des cygnes populaire avec des centaines de cygnes toundra et trompette s'arrêtant pendant la migration. Plusieurs observations d'état d'oiseaux chanteurs ont été faites dans les bosquets de peupliers du refuge. 